# Ремрен
Ремре́н (фр. Rémering) — коммуна во французском департаменте Мозель региона Лотарингия. Относится к кантону Бузонвиль.

## Географическое положение
Ремрен	расположен в 37 км к северо-востоку от Меца. Соседние коммуны: Бервиллер-ан-Мозель на северо-востоке, Мертан на юго-востоке, Фальк на юге, Далан на юго-западе, Тромборн и Бреттнаш на западе, Обердорф и Шато-Руж на северо-западе.

## История
- Упоминается как Rimeringa apud Machera в 1121 году.
- Коммуна бывшего герцогства Лотарингия.
- В 1815—1827 годах входила в Пруссию по Венскому конгрессу.
- Некоторое время входила в Мертан, выделилась как независимая коммуна в 1981 году.

## Демография
По переписи 2008 года в коммуне проживало 442 человека.

## Достопримечательности
- Церковь с колокольней XIX века.